# Xuanhua (Stadtbezirk)

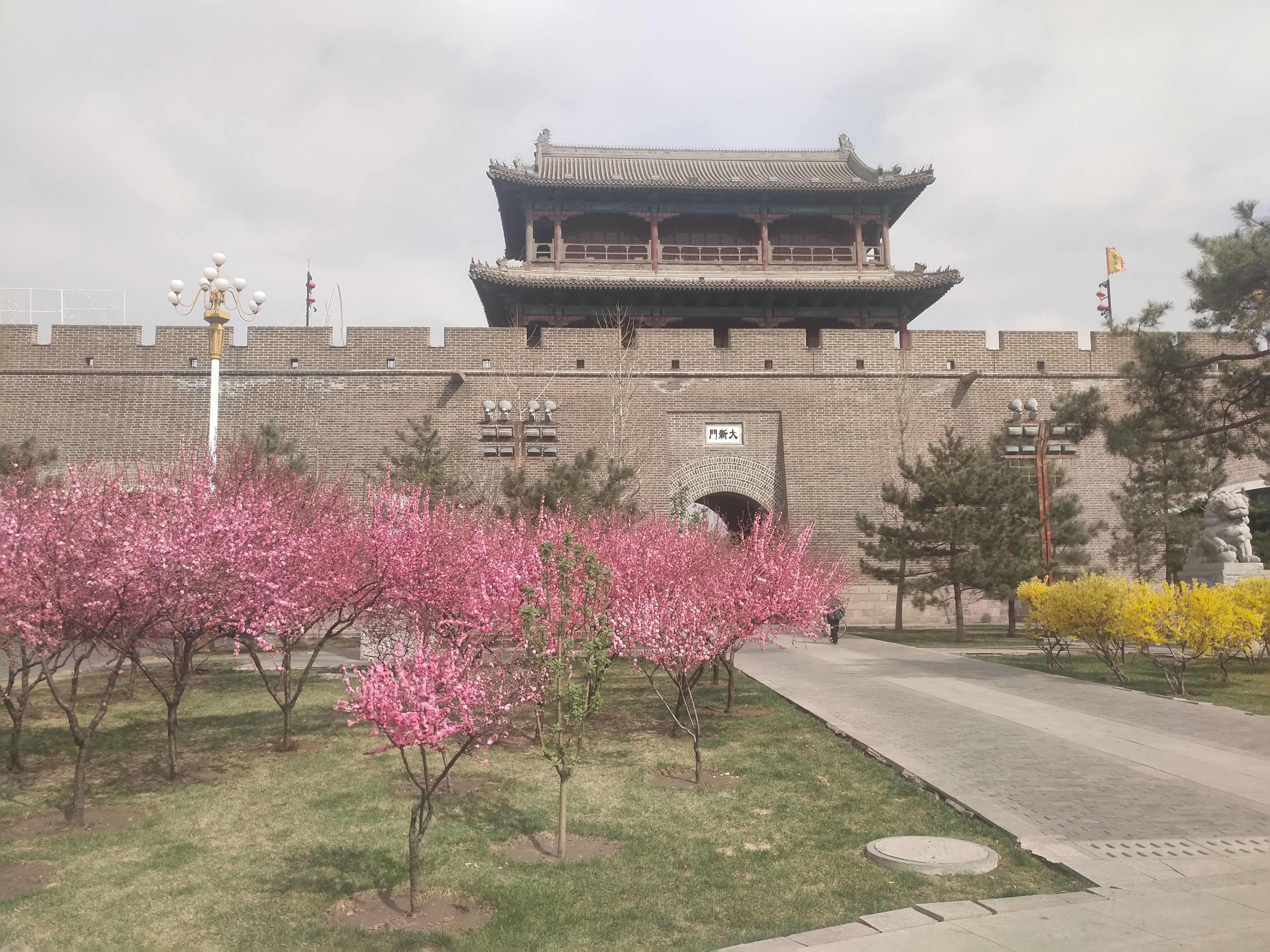
Daxin-Tor

Xuanhua (chinesisch 宣化区, Pinyin Xuānhuà Qū) ist ein chinesischer Stadtbezirk der bezirksfreien Stadt Zhangjiakou in der Provinz Hebei. Er hat eine Fläche von 2.364 Quadratkilometern und zählt 644.075 Einwohner (Stand: Zensus 2010).
Die Stadtmauer von Xuanhua (Xuanhua chengqiang 宣化城墙) steht seit 1988 auf der Liste der Denkmäler der Volksrepublik China (3-64).